# 猪原淳三
猪原 淳三（いのはら じゅんぞう、1910年（明治43年）1月31日 - 没年不明）は、日本のフィールドホッケー選手。1932年ロサンゼルスオリンピックに出場。

## 経歴・人物
広島県に生まれる。広島高等師範学校附属中学校（現在の広島大学附属中学校・高等学校）を経て、早稲田大学に進む。大学在学中、1932年ロサンゼルスオリンピックにフィールドホッケーで出場、フォワードとして2試合をプレイし、銀メダルを獲得した。
1934年（昭和9年）、早稲田大学を卒業。